# Georg Karnsund
Georg Erik Artur Karnsund, född 27 april 1933 i Uddevalla, död 6 mars 2014 i Danderyd, var en svensk civilingenjör och direktör.
Efter sin reservofficersutbildning tog Karnsund 1958 en civilingenjörsexamen vid Chalmers tekniska högskola. 1959 gifte han sig med Siri Wallin, som avled 2001.
Karnsund började sin karriär på Volvo, Kockums och Tornborg & Lundberg. 1968 blev han vd för Engström & Nilsson och 1978 anställdes han som vice vd för Saab-Scania AB, där han senare verkade som vd mellan 1983 och 1991. Han var även ordförande i Industrigruppen Jas 1983–1991 och hade  flera tunga styrelseuppdrag, bland annat i koncerner som Atlas Copco, Ericsson, Vägverket och Arlandabanan, samt i mindre entreprenörsdrivna företag som Econova.
Karnsund invaldes 1987 som ledamot av Ingenjörsvetenskapsakademien och tilldelades 1993 Thulinmedaljen i guld för sina insatser för svensk flygindustri.
I hans dödsruna anses han "personifiera ett stycke modern svensk industrihistoria. Hans skicklighet som försäljare, förhandlare och förnyare kom i högsta grad att sätta sin prägel på de företag han ledde" och han "var hårt arbetande, innovativ, drivande och en skicklig affärsman samtidigt som han var en mycket älskvärd person. Han hade en stilla, studentikos humor och älskade att överraska sin omgivning med olika upptåg. Han var också en varm person, omtänksam och generös som brydde sig om sina vänner och medarbetare".
Georg Karnsund är begravd på Västra kyrkogården i Göteborg.